# Loumbila
Loumbila là một tổng thuộc  tỉnh Oubritenga ở bắc trung bộ Burkina Faso. Thủ phủ là thị xã Loumbila. Theo điều tra dân số năm 1996, tổng này có tổng dân số 26.368 .

## Các thị xã và làng xã
- Loumbila	(1 596 dân) (thủ phủ)
- Bangrin	(1 121 dân)
- Bendogo	(397 dân)
- Daguilma	(854 dân)
- Donsin	(806 dân)
- Dogomnogo	(1 351 dân)
- Gandin	(599 dân)
- Goué	(1 878 dân)
- Goundry	(652 dân)
- Ipala	(394 dân)
- Kogninga	(410 dân)
- Koulsinga	(98 dân)
- Kouriyaoghin	(753 dân)
- Nabdogo	(531 dân)
- Nangtenga	(245 dân)
- Nonguestenga	(405 dân)
- Nomgana	(1 816 dân)
- Noungou	(1 044 dân)
- Pendissi	(744 dân)
- Pendogo	(207 dân)
- Poédogo I	(1 748 dân)
- Poédogo II	(377 dân)
- Pousghin	(2 180 dân)
- Ramitenga	(390 dân)
- Silmiougou	(1 900 dân)
- Tabtenga	(1 556 dân)
- Tangzougou	(724 dân)
- Tanlaorgo	(238 dân)
- Wavoussé	(788 dân)
- Zongo	(566 dân)